# هلدی، بلتستان
هلدی (به انگلیسی: Haldi) یک منطقهٔ مسکونی در پاکستان است که در گلگت-بلتستان واقع شده‌است.